# Azotat de zinc
Azotatul de zinc este un compus anorganic puternic delicvescent care este preparat de obicei prin dizolvarea zincului în acid azotic. Poate fi utilizat ca baiț în vopseluri. O altă utilizare este în laboratoare, unde se poate pune în evidență reacția cu formare de precipitat:
Zn(NO3)2 + Na2CO3 = ZnCO3↓ + 2NaNO3
1. ↑  „Azotat de zinc”, Celloxan (în engleză), PubChem, accesat în 14 octombrie 2016